# Фінал Кубка Футбольної ліги 1980
Фінал Кубка Футбольної ліги 1980 — фінальний матч розіграшу Кубка Футбольної ліги 1979—1980, 20-го розіграшу Кубка Футбольної ліги. У матчі, що відбувся 15 березня 1980 року на стадіоні «Вемблі», зіграли «Ноттінгем Форест» та «Вулвергемптон Вондерерз».
| Володар Кубка Футбольної ліги 1980  |
| ----------------------------------- |
|                                     |
| «Вулвергемптон Вондерерз» 2-й титул |

## Шлях до фіналу
| Ноттінгем Форест | Ноттінгем Форест                           | Раунд                           | Вулвергемптон Вондерерз | Вулвергемптон Вондерерз                                                  |
| ---------------- | ------------------------------------------ | ------------------------------- | ----------------------- | ------------------------------------------------------------------------ |
| Суперник         | Результат                                  | Кубок Футбольної ліги 1979—1980 | Суперник                | Результат                                                                |
| Блекберн Роверз  | 1-1 на виїзді, 6-1 вдома                   | Другий раунд                    | Бернлі                  | 1-1 на виїзді, 2-0 вдома                                                 |
| Мідлсбро         | 3-1 на виїзді                              | 1/16 фіналу                     | Крістал Пелес           | 2–1 на виїзді                                                            |
| Бристоль Сіті    | 1-1 на виїзді, 3-0 вдома (перегравання)    | 1/8 фіналу                      | Квінз Парк Рейнджерс    | 1-1 на виїзді, 1-0 вдома (перегравання)                                  |
| Вест Гем Юнайтед | 0-0 на виїзді, 3-0 дч вдома (перегравання) | 1/4 фіналу                      | Грімсбі Таун            | 0-0 на виїзді, 1-1 дч вдома (перегравання), 2-0 на виїзді (перегравання) |
| Ліверпуль        | 1-0 вдома, 1-1 на виїзді                   | 1/2 фіналу                      | Свіндон Таун            | 1-2 на виїзді, 3-1 вдома                                                 |

## Матч

### Деталі
| 15 березня 1980 |

| Ноттінгем Форест | 0:1 | Вулвергемптон Вондерерз |
| ---------------- | --- | ----------------------- |
|                  |     | Грей 67'                |

| Вемблі, Лондон Глядачів: 96 527 Арбітр: Девід Річардсон |

| Ноттінгем Форест | Вулвергемптон Вондерерз |

|                  |  |                    |  |
|                  |  |                    |  |
| В                |  | Пітер Шилтон       |  |
| З                |  | Вів Андерсон       |  |
| З                |  | Френк Грей         |  |
| З                |  | Девід Нідгем       |  |
| З                |  | Кенні Бернс        |  |
| ПЗ               |  | Джон Макговерн (к) |  |
| ПЗ               |  | Мартін О'Нілл      |  |
| ПЗ               |  | Іан Боєр           |  |
| ПЗ               |  | Джон Робертсон     |  |
| Н                |  | Гаррі Бертлс       |  |
| Н                |  | Тревор Френсіс     |  |
| Запасні:         |  |                    |  |
| ПЗ               |  | Джон О'Харе        |  |
| Головний тренер: |  |                    |  |
| Браян Клаф       |  |                    |  |

|                  |  |                |  |
| В                |  | Пол Бредшоу    |  |
| З                |  | Джоф Палмер    |  |
| З                |  | Дерек Паркін   |  |
| З                |  | Емлін Г'юз (к) |  |
| З                |  | Джордж Беррі   |  |
| ПЗ               |  | Петер Деніел   |  |
| ПЗ               |  | Кенні Гіббітт  |  |
| ПЗ               |  | Віллі Карр     |  |
| Н                |  | Мел Евес       |  |
| Н                |  | Енді Грей      |  |
| Н                |  | Джон Річардс   |  |
| Запасні:         |  |                |  |
| З                |  | Колін Бразьєр  |  |
| Головний тренер: |  |                |  |
| Джон Барнвелл    |  |                |  |